# Будико Михайло Іванович
Будико Михайло Іванович (20 січня 1920 року, Гомель — 10 грудня 2001 року, Санкт-Петербург) — радянський білоруський учений, геофізик, кліматолог, доктор фізико-математичних наук. Професор, член-кореспондент АН СРСР (з 26 червня 1964 року), академік Російської академії наук (з 11 червня 1992 року). Почесний член Географічного товариства Росії і Американського метеорологічного товариства. Лауреат Ленінської премії 1958 року за роботи по тепловому балансу земної поверхні.

## Біографія
Михайло Іванович народився 20 січня 1920 року в Гомелі у Білорусі. У дитинстві разом із родиною переїхав до Ленінграда. У 1937 році вступив до Ленінградського політехнічного інституту (тепер Санкт-Петербурзький політехнічний університет Петра Великого), який закінчив у 1942 році під час блокади. Відразу ж отримав направлення до Головної геофізичної обсерваторія імені А. І. Воєйкова. У 1951 році захистив дисертацію, отримав ступінь доктора фізико-математичних наук. У 1954 році очолює її. Разом з Григор'євим А. О. сформулював «періодичний закон географічної зональності», який стверджує, що у різних географічних поясах із різним тепловим балансом але за близьких умов зволоження формуються типи ландшафтів аналогічні відповідним географічним зонам. Разом з Григо'євим запропонував власну оригінальну концепцію класифікації кліматів Землі на основі даних теплового балансу. У цей час Будико створює свою «енерго-балансову» модель клімату, що стала базисом для сучасних досліджень глобального потепління. Результатом моделювання стало теоретичне передбачення існування стабільного режиму клімату, за якого вся поверхня планети може бути вкрита снігом і льодом — «Біла Земля». У 1955 році був складений атлас теплового балансу Землі, перевиданий у 1963 році. Головні результати цієї праці були викладені наступного року в монографії «Тепловий баланс земної поверхні». За цю працю у 1958 році Будико отримав Ленінську премію.
Довгий час Михайло Іванович проживав у Ленінграді у будинку 83, квартира 66 на Великому проспекті Петроградської сторони. З 1963 року оселився у Комарово на колишній дачі академіка Хлопіна Віталія Григоровича по вулиці Курортній, де часто консультував Анну Ахматову з питань перекладу староанглійської мови Шекспіра. Пізніше написав спогади про товаришування з нею. У 1960-х роках Будико працює над дослідженням зворотнього зв'язку між тепловим балансом, температурою поверхні й морською кригою. Результатом чого стає його праця «Полярні льоди й клімат» у 1962 році. У тому ж році у часописі «Метеорология и гидрология» з'являється його стаття, в якій він пропонує швидко й незворотньо змінити клімат Арктики за допомогою розпилення сажі над морською кригою (це єдиний офіційно запатентований метод глобальної зміни клімату). На честь Михайла Івановича цей метод кліматичного інженірінгу отримав назву — «ковдра Будико». У 1968 році в журналі «Метеорология и гидрология» публікує глобальну модель клімату з урахуванням інтенсивності зворотнього зв'язку між тепловим балансом і морською кригою, а у 1969 році публікує англійською мовою в журналі «Tellus». Цього ж року Вільям Селлерс (англ. William D. Sellers) публікує власну схожу модель глобального клімату, тому в сучасній кліматології енергобалансові моделі клімату називаються моделями Будико — Селлерса.
Наприкінці 1960-х років Будико починає перейматись впливом на клімат внутрішньоатмосферних чинників, зокрема різних аерозолів. Аналізуючи палеоклімати, Будико підкреслював вплив геологічної активності на кліматичні зміни: вуглекислий газ — чинник парникового ефекту, двоокис сірки — чинник охолодження атмосфери. У 1971 році на Міжнародній кліматологічній конференції у Ленінграді Будико спрогнозував майбутнє глобальне потепління, яке, за його розрахунками, призведе до підвищення середньої температури атмосфери планети на декілька градусів вже до середини XXI століття. Будико починає активно займатись дослідженнями змін клімату. Першим результатом цих досліджень стає праця 1972 року — «Клімат і життя». У цій праці Будико показав, що підвищення сонячної радіації на тисячні долі може призвести до активного зменшення площ льодовикових шапок. Радіаційний форсинг у 2-4 °C на 4,4 Вт/м² відбувається при подвоєнні концентрації вуглекислого газу — ∆Т2х. Тобто збільшення на таку величину призведе до незворотнього танення полярних льодів, а зменшення — до нового льодовикового періоду. За його підрахунками, виходячи з тогочасних темпів використання викопного палива, багаторічна крига в Арктиці повинна щезнути до 2050 року. Сучасні наукові дослідження під егідою ЮНЕСКО підтверджують такі прогнози.
З 1975 року Будико працює в Державному гідрологічному інституті в Ленінграді, де організовує дослідження цілу наукову школу кліматичних змін (Дроздов О. А., Лугіна К. М., Вінніков В. Я., Менжулін Г. В., Борзенкова І. І., Бютнер Е. К.). У рамках Міжурядової Угоди з охорони довкілля і змін клімату між СРСР і США створює робочу групу вісьмох (РГ-8), яка провела безліч міжнародних нарад з проблеми змін клімату, а також спонсорувала ряд спільних публікацій радянських і американських кліматологів («Майбутні зміни клімату», 1991 рік). Після офіційного закриття робочої групи в 1992 році М. І. Будико продовжував роботу над проблемою прогнозування клімату майбутнього.
Запропонований Будико метод аналогів палеокліматів дозволяв при досить низькій технологічній базі обчислювань в СРСР давати точні прогнози кліматів майбутнього. На початку 1990-х років, починаючи з статті 1992 року М. Хоферта і К. Ковея, цей метод отримав розвиток і в США.
11 червня 1992 року був обраний академіком Російської академії наук по відділенню океанології, фізики атмосфери й географії.
Почесний член Географічного товариства Росії і Американського метеорологічного товариства. Обирався депутатом районної та міської ради Ленінграду.
Помер 10 грудня 2001 року, похований на Серафимовському кладовищі міста Санкт-Петербург.

## Наукові праці
Основні наукові праці стосуються галузей фізичної кліматології, біокліматології, актинометрії. Його наукові роботи охоплюють широке коло природничих і гуманітарних наук, але усі торкаються актуальної проблеми — взаємодії людини з довкіллям, місцю людини у біосфері Землі.
Перші наукові публікації були видані в 1940-х роках. Перша монографія присвячена випаровуванню в природних умовах, в якій Будико переосмислив концепцію водного балансу американського вченого Чарлза Торнвейта (1899—1963), створивши практичну модель водного балансу ґрутнів — «модель цеберки». Загалом Будико видав 24 монографії та понад 200 наукових статей, був автором 2 науково-популярних книг з всесвітньої історії та історії літератури.
- (рос.) Будыко М. И. Испарение в естественных условиях. — Л., 1948.
- (рос.) Изменение климата в связи с планом преобразования природы. — Л.: Гидрометеоиздат, 1952. — У співавторстві з Дроздовим О. А., Львович М. І. та інш.
- Атлас теплового баланса. — Л.: Изд. ГГО, 1955. — головний редактор.
- (рос.) Будыко М. И. Тепловой баланс земной поверхности. — Л., 1956.
- (рос.) Григорьев А. А., Будыко М. И. О периодическом законе географической зональности // Докл. АН СССР. 1956. Том 110, № 1. С. 129—132.
- (англ.) Budyko, M. I. The heat balance of the earth's surface / transl. by N. A. Stepanova. Washington, U.S.: Dept. of Commerce, Weather Bureau. 1958.
- (рос.) Будыко М. И., Герасимов И. П. Тепловой и водный баланс земной поверхности, общая теория физической географии и проблема преобразования природы // Материалы к 3-му съезду Геогр. о-ва СССР. — Л. : Геогр. о-во СССР, 1959. 18 с.
- (рос.) Будыко М. И. Атлас теплового баланса земного шара. — М.: Межведомственный геофизический комитет, 1963.
- (англ.) Budyko, M. I. On the Causes of the Extinction of Some Animals at the End of the Pleistocene. Soviet Geography: Review and Translation 8(10): 783—793. 1967.
- (рос.) Будыко М. И. Изменение климата. — Л.: Гидрометеоиздат. 1969.
- (рос.) Будыко М. И. Климат и жизнь. — Л. : Гидрометеоиздат, 1971. — С. 470.
- (рос.) Будыко М. И. Влияние человека на климат. — Л.: Гидрометеоиздат. 1972. — 46 с.
- (рос.) Будыко М. И. Изменения климата. — Л. : Гидрометеоиздат, 1974. — 280 с.
- (рос.) Будыко М. И. Глобальная экология. — М. : Мысль, 1977. — 328 с.
- (рос.) Будыко М. И. Термический режим динозавров // Журнал общей биологии. 1978. Т. 38, № 2. С. 179—188.
- (рос.) Будыко М. И., Ронов А. Б. Эволюция атмосферы в фанерозое // Геохимия. 1979. № 5. С. 643—653.
- (рос.) Будыко М. И. Климат в прошлом и будущем. — Л. : Гидрометеоиздат, 1980. — 352 с.
- (рос.) Будыко М. И. Изменения термического режима атмосферы в фанерозое // Метеорология и гидрология. 1981. № 10. С. 5-10.
- (рос.) Будыко М. И. Изменения окружающей среды и смены последовательных фаун. — Л. : Гидрометеоиздат, 1982. — 78 с.
- (англ.) Budyko, M. I., Ronov, A. B., Yanshin, A. L. 1987. History of the Earth's Atmosphere. N. Y.: Springer Verlag.
- (англ.) Budyko, M. I., Golitsyn, G. S., Izrael, Y. A. 1988. Global Climatic Catastrophes. N. Y.: Springer Verlag.
- (англ.) Budyko, M. I., Izrael, Y. A. (eds.) 1991. Anthropogenic Climatic Change. Tucson: University of Arizona Press.
- (англ.) Budyko, M. I. On the causes of the extinction of some animals at the end of the Pleistocene. Soviet Geography: Review and Translation 8(10): 783—793. 1998.
- (англ.) Budyko, M. I. Global Climate Warming and its Consequence. Blue Planet Prize 1998 Commemorative Lectures. Ecology Symphony. October 30.

### Науково-популярні видання
- (рос.) Будыко М. И. Загадки истории. — Л.: Наука, 1995.
- (рос.) Будыко М. И. Путешествие во времени. — Л.: Наука, 1995.
- (рос.) Будыко М. И. Эпизоды истории. — СПб.: Наука, 2001.

## Нагороди і відзнаки
- — нагороджений орденом «За заслуги перед Вітчизною» II-го ступеня.
- — нагороджений орденом Жовтневої Революції.
- — нагороджений орденом Трудового Червоного Прапора.
- — нагороджений орденом Знак Пошани.
- 1958 — Ленінська премія за роботи по тепловому балансу земної поверхні.
- 1972 — золота медаль імені Ф. П. Літке.
- 1981 — премія імені О. П. Виноградова за монографію «Клімат у минулому і майбутньому».
- 1987 — золота медаль Всесвітньої метеорологічної організації.
- 1994 — медаль імені Роберта Хортона (англ. Robert E. Horton Medal) Американського геофізичного союзу.
- 1995 — премія імені А. А. Григор'єва за монографію «Еволюція біосфери».
- 1998 — премія «Блакитна планета» (англ. Blue Planet Prize) від токійського Фонду Асахі[7][15].

## Родина
Михайло Іванович був одружений з Шевельовою Веронікою Сергіївною, доктором біологічних наук, старшим науковим співробітником Інституту фізіології імені І. П. Павлова РАН. Вона була небіжчицею відомого історика і мистецтвознавця Миколи Ілліча Архіпова, близького друга поета М. О. Клюєва. Вона була лауреатом Павлівської премії, автором ряду наукових робіт:
- (рос.) Шевелёва В. С. Онтогенетическое формирование нейрогуморальной регуляции возбуждения в тканях организма и канцерогенез. — Л.: Медицина, 1974.
- (рос.) Шевелёва В. С. Эволюция функции симпатических ганглиев в онтогенезе. — Л.: Наука, 1977.

Молодший брат Михайла Івановича, Будико Юрій Іванович (1921—1984) — кандидат технічних наук, автор декількох книг і багатьох наукових публікацій. Автор біографічного дослідження про Анну Ахматову.